# 社會學方法論 (學術期刊)
《社會學方法論》（Sociological Methodology）是一份1971年起出版的美國社會學學術期刊，由美国社会学协会發行、SAGE Publications出版，現任主編是伊利諾大學厄巴納-香檳分校社會研究方法教授廖福挺。該期刊收錄與社會調查、社會統計學與其它社會學研究方法相關的文章。
根據《期刊引證報告》數據顯示，《社會學方法論》2011年時的影響因子是3.000，在137份社會學期刊中排名第5。

## 外部連結
- 《社會學方法論》在美國社會學會官網的介紹 （页面存档备份，存于） （英文）